# Starship Entertainment
Starship Entertainment (кор. 스타쉽 엔터테인먼트) — південнокорейська розважальна компанія, заснована в 2008 році, а у 2013 році стала незалежною дочірньою компанією Kakao Entertainment. Також її називають однією з «п'яти найбільших агентств» у світі поп-музики, разом з SM Entertainment та YG Entertainment.
Компанія визнана за свій внесок у хвилю Халлю, володіючи кількома видатними к-поп гуртів та солістів, серед яких такі гурти, як Monsta X, Cosmic Girls, Cravity, Ive та солісти — K.Will, Ю Син У, Brother Su, Чон Се Ун, Вонхо, Кіхьон та Джухані, а також раніше був власником Sistar, Boyfriend, Junggigo, Mad Clown та Jooyoung. Лейблу також належать актори від King Kong by Starship.

## Історія

### 2008–2012: Заснування та початок діяльності
Компанію заснували подружжя Кім Шіде та Со Хьончжу разом з Кім Янсуком у 2008 році. Кім Шіде раніше працював роуд-менеджером у змішаному к-поп гурті Cool, а також працював у Big Hit Entertainment з 2005 по 2007 рік, тоді як Со Хьончжу працювала у JYP Entertainment.
Першим артистом Starship став минулий співак Big Hit K.Will, що випустив перший сингл «Love 119» для лейбла у 2008. У 2010 компанія дебютувала зі своєю першим дівочим гуртом Sistar, того ж року — із хлопчачим гуртом Boyfriend.

### 2013–донині: Розширення та дочірні компанії
У 2013 році Starship анонсували свій перший дочірній лейбл «Starship X», у який увійшов репер Mad Clown. 18 грудня 70 % акцій лейблу придбав його дистриб'ютор LOEN Entertainment (у 2018 році був перейменований на Kakao M, також попередник Kakao Entertainment), таким чином зробивши його незалежною дочірньою компанією. Станом на 2022 рік Kakao Entertainment залишається найбільшим акціонером лейблу, володіючи часткою 59,73 %.
У липні 2014 року Starship підписали контракт зі співаком Чон Севуном після його появи на K-pop Star 3.
У грудні 2015 року Starship у партнерстві з Mnet продюсували шоу на виживання No.Mercy, завдяки якому, вони сформували свій другий хлопчачий поп-гурт Monsta X, з сімома переможцями, що дебютували у цьому ж році й просувалися як хіп-хоп гурт. У квітні компанія підписала контракт про взаємне управління з китайським лейблом Yuehua Entertainment. У грудні вони спільно випустили новий дівочий гурт Cosmic Girls, також відомим як WJSN, націленим на південнокорейську та китайську аудиторію. У травні Starship придбали 100 % акцій King Kong Entertainment в рамках альянсу стратегічного партнерства.
У січні 2017 року Starship та King Kong зареєстрували злиття. Агенції домовилися про використання назви Starship Entertainment, тоді як відділ, який управляє акторами, матиме назву «King Kong by Starship». У цьому ж році компанія запустила ще один дочірній лейбл House of Music, що зосередився на рекрутингу невеликих незалежних виконавців, а MoonMoon став першим артистом, який підписав контракт з цим лейблом. У листопаді 2018 року компанію перейменували на Highline Entertainment.
У 2017 році перший дівочий гурт лейблу — Sistar розпався, а учасниці Дасом та Сою залишилися у компанії.
У 2019 році розпався перший хлопчачий гурт лейблу — Boyfriend. У грудні компанія придбала 100 % акцій продюсерської компанії Shownote. Shownote була заснована у 2005 році й мала досвід у виробництві живих виступів у різних сферах, таких як мюзикли, концерти, вистави, шоукейси, дитячі вистави та фан-зустрічі.
У 2020 році Starship почали розширювати Highline, в якому наразі виступають такі артисти, як Вонхо, Ю Сонву та DJ Soda. 14 квітня цього ж року компанія дебютувала зі своїм новим хлопчачим поп-гуртом Cravity. У серпні Starship отримали нагороду Korea Creative Content Agency Award за внесок у Корейську хвилю.
У червні 2021 року лейбл співпрацював з новим лейблом Eshy Gazit Intertwine у партнерстві з BMG. Monsta X та Вонхо були першими артистами, залученими до партнерства, забезпечивши як глобальну дистрибуційну угоду, так і розширення. 22 серпня повідомили, що компанія створила новий дівочий гурт за участю колишніх учасниць Iz*One — Чан Вон Йон та Ан Ю Джін, дебют якого планувався на другу половину 2021 року. 1 грудня Starship дебютували зі своїм новим гуртом IVE, що складається з шести учасниць.
У квітні 2022 року Лі Хонхі призначили новим генеральним директором. Він експерт у корейській індустрії, має досвід роботи у сфері музики та медіаконтенту, працював генеральним директором відділу виробництва KOEN Media Production, генеральним директором SM C&C та керівником виробництва на KBS. Очолив Starship разом з нинішнім генеральним директором Лі Джинсуном (генеральний директор King Kong by Starship). 8 серпня Starship випустили заяву, в якій повідомили, що всі учасники Monsta X, окрім I.M., продовжили свої контракти. Він вирішив не продовжувати свій контракт з компанією, але продовжить брати участь у майбутній діяльності гурту. 24 жовтня старший брат Ян Чжевона, Ян Чжечжін, психіатр та телеведучий, підписав ексклюзивний контракт з агентством.
У січні 2023 року Starship відкрили сервіс Dear U bubble для всіх своїх артистів, починаючи з лютого на три роки, разом з артистами зі головного підрозділу та дочірніх компаній. 3 березня компанія оголосила, що китайські учасниці Cosmic Girls Сюаньі, Чен Сяо та Мейці покинули гурт після закінчення їхніх контрактів. У тому ж повідомленні також було оголошено, що Луда та Давон вирішили не продовжувати свої контракти, але не уточнювали, чи залишаться вони в гурті.

## Благодійність
У липні 2022 року Starship Entertainment та артисти, що належать компанії, взяли участь у кампанії The Blue Tree Foundation, аби заявити, що вони проти насильства. Цей фонд створений для запобігання шкільному та кібербулінгу, а також для реабілітації жертв, проводить «national non-violence campaign», в якій громадяни можуть взяти участь, щоб привернути увагу до серйозності насильства.
У лютому 2023 року Starship пожертвував ₩150 000 000 на допомогу під час землетрусу в Туреччині та Сирії через Національну асоціацію допомоги постраждалим від стихійних лих Hope Bridge National Disaster Relief Association.

## Партнерства
| - Universal Music Japan - Sony Music Japan - Intertwine | - Being Group - Kiss Entertainment - Yuehua Entertainment |

## Виконавці
Усі артисти під лейблом Starship Entertainment відомі як Starship Planet.

### Музиканти
| - K.Will - Jeong Se-woon - Kihyun - Joohoney - Monsta X - Shownu X Hyungwon - Cosmic Girls - Cravity - IVE | - Y Teen (з KT) - OG School Project (з Cube Entertainment) - YDPP (з Brand New Music) - WJMK (з Fantagio Music) - Brother Su - Kiggen | - Вонхо - Yoo Seung-woo - Leon - DJ Vanto - dress - ROVXE - Seungguk |

### Естрадні виконавці
- Ян Че Джін[37]

## Колишні артисти
| - Sistar (2010—2017) - Bora (2010—2017) - Hyolyn (2010—2017) - Dasom (2010—2021) - Soyou (2010—2021) - Boyfriend (2011—2019) - Mind U (2017—2022) - Duetto (2017—2022) - I.M (2015—2022) - Luda (2016—2023) - Dawon (2016—2023) - Xuanyi (2016—2023) - Cheng Xiao (2016—2023) - Meiqi (2016—2023) | - Junggigo (2013—2018) - Mad Clown (2013—2018) - Jooyoung (2014—2021) - #Gun (2015—2022) |